# إدوارد سكوت
إدوارد سكوت (بالإنجليزية: Edward Scott)‏ هو لاعب كرة الماء بريطاني، ولد في 28 مايو 1988.

## روابط خارجية
- إدوارد سكوت على موقع أوليمبيديا (الإنجليزية)
- إدوارد سكوت على موقع اللجنة الأولمبية البريطانية (الإنجليزية)